# Гурская, Адрианна
Адрианна Гурвик-Гурская (пол. Adrianna Gurwik-Górska; 1899, Москва — 1969, Больё-сюр-Мер) — польский архитектор, работавшая в стилях модернизма и ар-деко в Париже в период между двумя мировыми войнами. Она была одной из немногих женщин своего времени, получивших университетский диплом по архитектуре.

## Биография
Адрианна Гурвик-Гурская родилась в 1899 году в Москве. В 1919 году она вместе со своей польской семьёй эмигрировала в Париж, где училась у знаменитого французского архитектора Робера Малле-Стивенса в Высшей школе архитектуры, расположенной на Монпарнасе. Получив высшее образование в 1924 году, Гурская стала одной из немногих женщин своего времени, имевших диплом по архитектуре.
Адрианна разработала проект парижской квартиры и студии для своей сестры — художницы Тамары де Лемпицка, которая была обставлена хромированной мебелью. Затем вместе с французским декоратором и художницей Сарой Липской она занималась кардинальной реконструкцией фермерского дома для американской издательницы и наследницы многомиллионного состояния Барбары Харрисон, преобразовав его сарай в столовую и отделав ванную комнату оранжевой, жёлтой и золотой мозаикой. В 1930 году Ховард Робертсон и Фрэнк Йербери писали в лондонском журнале The Architect and Building News: «Можно сказать, что модернизм был безжалостным, даже жестоким, и что эти его атрибуты являются мужскими по своей природе. Но мы обладаем целым рядом ярких современных интерьеров, доказывающих, что женщины в равной степени с мужчинами откликаются на стремление к самовыражению в модернизме».
Гурская работала в архитектурной фирме Molinié et Nicod, где познакомилась с Пьером де Монто, за которого вышла замуж примерно в 1934 году. Они стали известны благодаря современным кинотеатрам, которые они спроектировали для сети кинотеатров Cinéac. В 1932 году Гурская уже являлась полноправным членом влиятельного Французского союза современных художников. В 1937 году она получила заказ на проектирование польского павильона на Всемирной выставке, проходившей в том же году в Париже.
После того, как её сестра Тамара летом 1939 года уехала в США , Гурская со своим мужем отправились в Польшу, чтобы там работать с киностудией Pathé Nathan, но вернулись во Францию в конце августа, перед самым немецким вторжением в Польшу.
После Второй мировой войны и смерти своего мужа Адрианна Горская продолжила работать над проектировкой кинотеатров, крытых автостоянок и функциональных вилл. Она умерла в 1969 году в Больё-сюр-Мере.